# Шарл Дезорм
Шарл-Бернар Дезорм (на френски: Charles-Bernard Desormes) е френски физик и химик. Той извършва повечето си изследвания в сътрудничество със своя приятел и зет Никола Клеман. През 1819 година двамата провеждат експеримента на Клеман-Дезорм.